# Championnat d'Amérique du Nord et des Caraïbes féminin de handball 2017
 (août 2022).
Navigation
Porto Rico 2015 Mexique 2019
Le Championnat d'Amérique du Nord et des Caraïbes 2017 est la 2e édition de cette compétition. Elle s'est déroulée du 30 mars au 3 avril 2017 à Río Grande à Porto Rico.
Porto Rico remporte pour la compétition et obtient sa qualification pour le Championnat panaméricain 2017, avec les États-Unis et la République dominicaine.

## Tour préliminaire
|   | Équipe           | Pts | J | G | N | P | Bp | Bc | Diff |
| - | ---------------- | --- | - | - | - | - | -- | -- | ---- |
| 1 | États-Unis       | 6   | 3 | 3 | 0 | 0 | 79 | 62 | 17   |
| 2 | Porto Rico       | 3   | 3 | 1 | 1 | 1 | 81 | 78 | 3    |
| 3 | Rép. dominicaine | 3   | 3 | 1 | 1 | 1 | 61 | 71 | -10  |
| 4 | Groenland        | 0   | 3 | 0 | 0 | 3 | 72 | 82 | -10  |

| 30 Mars 17h30 | Groenland    | 22–25   | Rép. dominicaine | Cancha Néstor Milete, Río Grande |
| 30 Mars 17h30 | Andreassen 5 | (11–12) | Lopéz 7          | Cancha Néstor Milete, Río Grande |
| 30 Mars 17h30 | ×3 ×5 ×1     | Rapport | ×3 ×6            | Cancha Néstor Milete, Río Grande |

| 30 Mars 20h00 | Porto Rico | 26–28   | États-Unis | Cancha Néstor Milete, Río Grande |
| 30 Mars 20h00 | Ceballos 7 | (17–11) | Darling 7  | Cancha Néstor Milete, Río Grande |
| 30 Mars 20h00 | ×2 ×4      | Rapport | ×2 ×1      | Cancha Néstor Milete, Río Grande |

| 31 Mars 17h30 | États-Unis | 25–23   | Groenland | Cancha Néstor Milete, Río Grande Affluence : 200 |
| 31 Mars 17h30 | Darling 7  | (14–10) | Lyberth 7 | Cancha Néstor Milete, Río Grande Affluence : 200 |
| 31 Mars 17h30 | ×1 ×2      | Rapport | ×1 ×2     | Cancha Néstor Milete, Río Grande Affluence : 200 |

| 31 Mars 19h30 | Rép. dominicaine | 23–23   | Porto Rico | Cancha Néstor Milete, Río Grande Affluence : 500 |
| 31 Mars 19h30 | López 6          | (10–11) | García 9   | Cancha Néstor Milete, Río Grande Affluence : 500 |
| 31 Mars 19h30 | ×2 ×5            | Rapport | ×2         | Cancha Néstor Milete, Río Grande Affluence : 500 |

| 1 avril 17h30 | États-Unis | 26–13   | Rép. dominicaine | Cancha Néstor Milete, Río Grande Affluence : 100 |
| 1 avril 17h30 | Butler 7   | (13–5)  | López, Lorenzo 4 | Cancha Néstor Milete, Río Grande Affluence : 100 |
| 1 avril 17h30 | ×3 ×2      | Rapport | ×2 ×3            | Cancha Néstor Milete, Río Grande Affluence : 100 |

| 1 avril 19h30 | Porto Rico | 32–27   | Groenland | Cancha Néstor Milete, Río Grande Affluence : 500 |
| 1 avril 19h30 | García 8   | (16–12) | Salso 6   | Cancha Néstor Milete, Río Grande Affluence : 500 |
| 1 avril 19h30 | ×3 ×2      | Rapport | ×2 ×1     | Cancha Néstor Milete, Río Grande Affluence : 500 |

## Phase finale
|  | Demi-finales     | Demi-finales |                        |    | Finale  | Finale  |
|  | Demi-finales     | Demi-finales |                        |    | Finale  | Finale  |
|  |                  |              |                        |    |         |         |
|  | 2 avril          | 2 avril      |                        |    | 3 avril | 3 avril |
|  | 2 avril          | 2 avril      |                        |    | 3 avril | 3 avril |
|  | États-Unis       | 20           |                        |    | 3 avril | 3 avril |
|  | États-Unis       | 20           |                        |    | 3 avril | 3 avril |
|  | Groenland        | 18           |                        |    | 3 avril | 3 avril |
|  | Groenland        | 18           | États-Unis             | 27 |         |         |
|  | 2 avril          |              | États-Unis             | 27 |         |         |
|  |                  | Porto Rico   | 28                     |    |         |         |
|  | Porto Rico       | Porto Rico   | 28                     | 32 |         |         |
|  | Porto Rico       |              |                        | 32 |         |         |
|  | Rép. dominicaine | 23           |                        |    |         |         |
|  | Rép. dominicaine | 23           | Match pour la 3e place |    |         |         |
|  |                  |              |                        |    |         |         |
|  | 3 avril          |              |                        |    |         |         |
|  |                  |              |                        |    |         |         |
|  | Groenland        | 27           |                        |    |         |         |
|  | Groenland        | 27           |                        |    |         |         |
|  | Rép. dominicaine | 32           |                        |    |         |         |
|  | Rép. dominicaine | 32           |                        |    |         |         |

### Demi-finales
| 2 avril 17h30 | États-Unis | 20–18   | Groenland   | Cancha Néstor Milete, Río Grande Affluence : 200 |
| 2 avril 17h30 | Lombard 4  | (10–9)  | Rasmussen 4 | Cancha Néstor Milete, Río Grande Affluence : 200 |
| 2 avril 17h30 | ×1 ×3      | Rapport | ×3 ×1       | Cancha Néstor Milete, Río Grande Affluence : 200 |

| 2 avril 19h30 | Porto Rico | 32–23   | Rép. dominicaine | Cancha Néstor Milete, Río Grande Affluence : 600 |
| 2 avril 19h30 | Fuentes 9  | (16–8)  | Hernández 7      | Cancha Néstor Milete, Río Grande Affluence : 600 |
| 2 avril 19h30 | ×2         | Rapport | ×3 ×6            | Cancha Néstor Milete, Río Grande Affluence : 600 |

### Match pour la3eplace
| 3 avril 17h30 | Groenland | 27–32   | Rép. dominicaine | Cancha Néstor Milete, Río Grande Affluence : 250 |
| 3 avril 17h30 | Frank 6   | (11–13) | Hernández 8      | Cancha Néstor Milete, Río Grande Affluence : 250 |
| 3 avril 17h30 | ×1 ×3     | Rapport | ×1 ×5            | Cancha Néstor Milete, Río Grande Affluence : 250 |

### Finale
| 3 avril 19h30 | États-Unis | 27–28   | Porto Rico | Cancha Néstor Milete, Río Grande Affluence : 800 |
| 3 avril 19h30 | Darling 7  | (14–16) | Ceballos 6 | Cancha Néstor Milete, Río Grande Affluence : 800 |
| 3 avril 19h30 | ×2 ×3 ×1   | Rapport | ×2 ×1      | Cancha Néstor Milete, Río Grande Affluence : 800 |

## Classement final
| Rang                                 | Équipe           |
| ------------------------------------ | ---------------- |
| Médaille d'or, Amérique du Nord      | Porto Rico       |
| Médaille d'argent, Amérique du Nord  | États-Unis       |
| Médaille de bronze, Amérique du Nord | Rép. dominicaine |
| 4                                    | Groenland        |

## Équipe type
L'équipe-type de la compétition est
| Poste            | Joueuse                 |
| ---------------- | ----------------------- |
| Gardienne de but | Sophie Fasold (en)      |
| Ailière droit    | Yojaver Brito (en)      |
| Arrière droit    | Johanna Pimentel        |
| Demi-centre      | Nathalys Ceballos       |
| Arrière gauche   | Lykke Frank Hansen (en) |
| Ailière gauche   | Zuleika Fuentes (en)    |
| Pivot            | Ivana Holm              |